# Eichenberg (Schonwald)
Das Gebiet Eichenberg ist ein mit Verordnung vom 30. Juli 2003 durch die Körperschaftsforstdirektion Tübingen ausgewiesener Schonwald (Schutzgebiet-Nummer 200040) bei Bernstadt im Alb-Donau-Kreis in Baden-Württemberg.

## Lage
Das Schutzgebiet befindet sich nördlich von Bernstadt. Es liegt im Landschaftsschutzgebiet Mittleres Lonetal und grenzt im Norden an das Naturdenkmal Hubertusfels-Kahler Stein. Es liegt im Distrikt 4
„Eichenberg“ des Gemeindewaldes Bernstadt und umfasst eine Teilfläche des Flurstücks 346 auf Gemarkung Bernstadt, Gemeinde Bernstadt.
Im Schutzgebiet liegen das Biotop Wald am Eichenberg NW Bernstadt mit der Biotopnummer 274264251214 und das Biotop Hecke mit Felsbildung und Magerrasenrest nordwestlich Bernstadt mit der Biotopnummer 174264250329.

## Vegetation
Im Schonwald kommen laut Waldbiotopkartierung die folgenden Pflanzen vor:
Feldahorn, Berg-Ahorn, Wolfs-Eisenhut, Giersch, Knoblauchsrauke, Berg-Lauch, Kohl-Lauch, Buschwindröschen, Rispige Graslilie,
Rauhaarige Gänsekresse, Quendel-Sandkraut, Aronstab, Gewöhnliche Haselwurz, Scharfkraut, Braunstieliger Streifenfarn, Gewöhnliche Berberitze,
Aufrechte Trespe, Acker-Glockenblume, Rundblättrige Glockenblume, Nesselblättrige Glockenblume, Finger-Segge, Berg-Segge, Acker-Hornkraut,
Schöllkraut, Maiglöckchen, Roter Hartriegel, Hohler Lerchensporn, Gemeine Hasel, Zerbrechlicher Blasenfarn, Pfingstnelke, Frühlings-Hungerblümchen,
Gewöhnlicher Natternkopf, Hunds-Quecke, Gewöhnlicher Spindelstrauch, Zypressen-Wolfsmilch, Schwingel, Scharbockskraut, Wald-Erdbeere,
Gemeine Esche, Gewöhnliche Goldnessel, Kletten-Labkraut, Waldmeister, Wald-Labkraut, Ruprechtskraut, Blutroter Storchschnabel,
Echte Nelkenwurz, Echter Wiesenhafer, Flaumiger Wiesenhafer, Gewöhnlicher Hufeisenklee, Berg-Johanniskraut, Gemeiner Wacholder,
Gefleckte Taubnessel, Frühlingsknotenblume, Türkenbund, Rote Heckenkirsche, Wiesen-Wachtelweizen, Nickendes Perlgras, Stängelumfassendes Hellerkraut,
Wald-Flattergras, Mauerlattich, Oregano, Hirschwurz-Haarstrang, Ährige Teufelskralle, Gemeine Fichte, Waldkiefer, Zusammengedrücktes Rispengras,
Hain-Rispengras, Vielblütige Weißwurz, Echtes Salomonssiegel, Frühlings-Fingerkraut, Echte Schlüsselblume, Gewöhnliche Traubenkirsche,
Schlehdorn, Dunkles Lungenkraut, Gewöhnliche Kuhschelle, Stieleiche, Gold-Hahnenfuß, Knolliger Hahnenfuß, Purgier-Kreuzdorn, Stachelbeere,
Feld-Rose, Schwarzer Holunder, Scharfer Mauerpfeffer, Weiße Fetthenne, Fuchssches Greiskraut, Kalk-Blaugras, Gewöhnliche Goldrute,
Echte Mehlbeere, Aufrechter Ziest, Gewöhnlicher Löwenzahn, Sommerlinde, Bergulme, Große Brennnessel, Schmalblättriger Arznei-Baldrian,
Efeu-Ehrenpreis, Großer Ehrenpreis, Zaun-Wicke, Weiße Schwalbenwurz, Raues Veilchen, Aurorafalter, Zitronenfalter, Gemeine Schafgarbe,
Gemeiner Odermennig, Rotes Straußgras, Gewöhnlicher Glatthafer, Mauerraute, Fieder-Zwenke, Blaugrüne Segge, Silberdistel, Acker-Kratzdistel,
Gewöhnliche Kratzdistel, Gewöhnliches Knäuelgras, Kartäusernelke, Schaf-Schwingel, Echtes Labkraut, Gelbes Sonnenröschen, Kleines Habichtskraut,
Echtes Johanniskraut, Acker-Witwenblume, Gewöhnlicher Liguster, Gewöhnlicher Hornklee, Hopfenklee, Kleine Bibernelle, Gänsefingerkraut,
Kriechendes Fingerkraut, Frühlings-Fingerkraut, Kriechender Hahnenfuß, Himbeere, Wiesensalbei, Tauben-Skabiose, Breitblättriger Thymian,
Wiesenklee, Echter Baldrian, Gamander-Ehrenpreis.

## Schutzzweck
Der Schutzzweck des Schonwalds ist gemäß Schutzgebietsverordnung die Erhaltung und Entwicklung naturnaher Laubwaldgesellschaften an Hangstandorten mit Übergängen in Steilhang-, Schlucht- und Felsbereiche, v. a. Kleebwald, Ahorn-Ulmenwald, Ahorn-Eschenwald, Ahorn-Lindenwald mit Leucojumvernum, Corydalis cava, Lunaria rediviva, Chrysosplenium alternifolium, Gagea lutea etc.

## Betreuung
Wissenschaftlich betreut wird der Bannwald durch die Forstliche Versuchs- und Forschungsanstalt Baden-Württemberg (FVA).